# プロトン性イオン液体
プロトン性イオン液体（プロトンせいイオンえきたい、英: Protic Ionic Liquid）は、ブレンステッド酸からブレンステッド塩基へのプロトン移動によって形成されるイオン液体である。一連の合成ステップを経て形成される他の多くのイオン液体とは異なり、プロトン性イオン液体は、酸と塩基を単純に混合するだけでよいため、作成が容易である。

オレイン酸モノエタノールアミンは、典型的なプロトン性イオン液体である。

## 特性
プロトン移動反応は可逆的であるため、反応物とイオン生成物の間の平衡は条件によって変化する可能性がある。この平衡は、通常、溶液中にいくつかの中性酸および塩基種が存在するため、プロトン性イオン液体の特性に大きな影響を与える。
従来のイオン液体は蒸気圧が低いことがしばしば周知されているが、多くのプロトン性イオン液体は無視できない蒸気圧を持っている。一部のプロトン性イオン液体は蒸留可能である。さらに、蒸留中、プロトン性イオン液体は反応性共沸混合物と思われる挙動を示す。言い換えれば、最初は酸または塩基のみが蒸発するが、特定の組成になると酸と塩基の両方が蒸発し始め、気体と液体の組成が同じになる。この組成はアニオンとカチオンに依存し、塩基よりも酸を多く含んでいる。しかし、水と混合すると蒸発挙動が異なり、同じ組成では共沸混合物は発生しなくなる。
プロトン性イオン液体混合物の密度も、共沸混合物が形成される組成においてより高くなるように見える。つまり、混合物中に過剰な酸が存在すると、密度が増加する。